# Charles Schmidt (teolog)

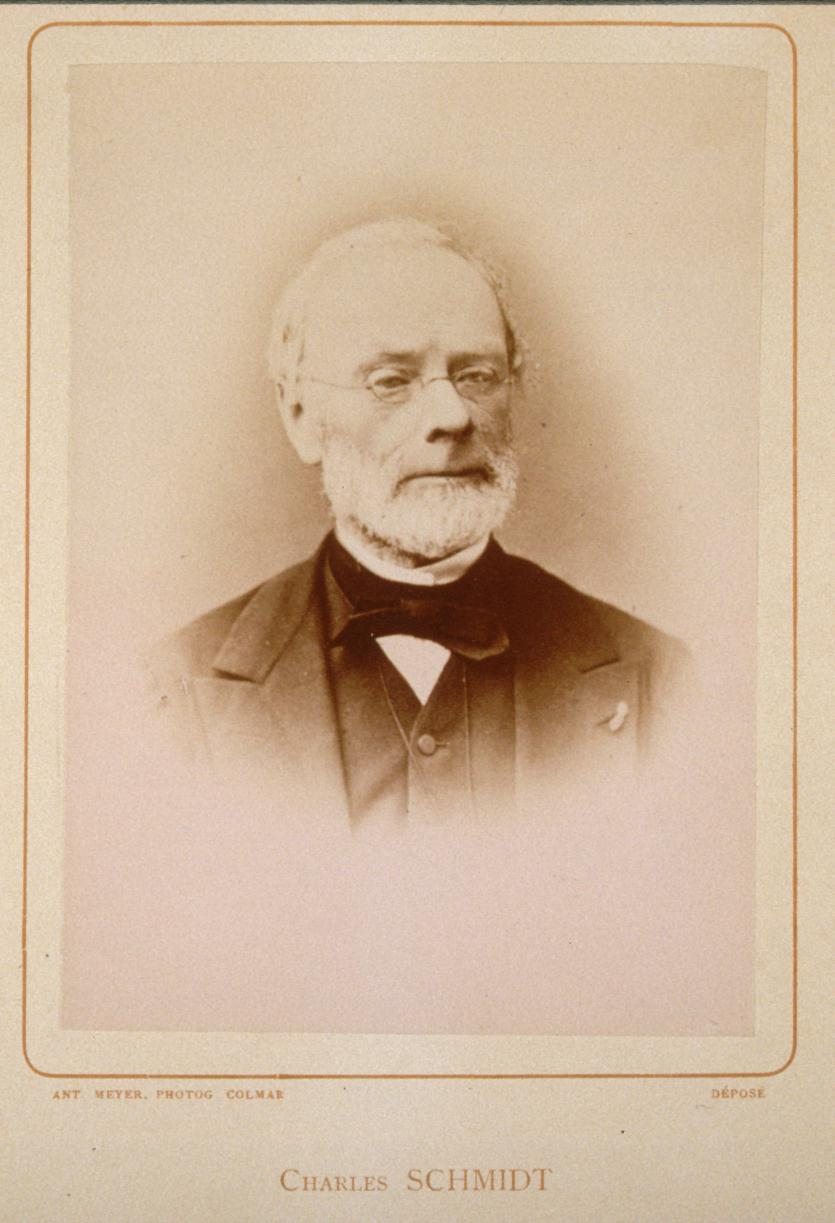
Charles Schmidt.

Charles Guillaume Adolphe Schmidt, född den 20 juni 1812 i Strasbourg, död där den 11 mars 1895, var en fransk protestantisk teolog. Han var farfar till arkivarien Charles Schmidt.
År 1839 blev han professor i kyrko- och dogmhistoria i sin hemstad, där han levde och verkade hela sitt liv. År 1878 blev han utländsk ledamot av bayerska vetenskapsakademien. Bland hans verk kan nämnas Essai sur Jean Gerson (1839), Johann Tauler (1841), Histoire et doctrine de la secte des Cathares ou Albigeois I–II (1849), Essai historique sur la société civile dans le monde romain et sur la transformation par le christianisme (1853), Traités mystiques (1876), Histoire littéraire de l'Alsace à la fin du 15. et au commencement du 16. siècle I–II (1879) och Précis de l’histoire de l'Église d'occident pendant le moyen âge (1885).